# Parasecodella nigricorpus
Parasecodella nigricorpus is een vliesvleugelig insect uit de familie Eulophidae. De wetenschappelijke naam is voor het eerst geldig gepubliceerd in 1985 door Khan & Shafee.